# Lasioglossum hilare
Lasioglossum hilare är en biart som beskrevs av Ebmer 1972. Lasioglossum hilare ingår i släktet smalbin, och familjen vägbin. Inga underarter finns listade i Catalogue of Life.